# بوربندر
بوربندر (بالغوجاراتية: પોરબંદર) مدينة هندية تقع على ساحل ولاية غوجارات. اشتهرت المدينة كونها مسقط رأس المهاتما غاندي  وسداما صديق كريشنا.
مدينة بوربندر تعد مركز مقاطعة بوربندر. للمدينة مطار وميناء وموصولة بسكة الحديد الهندية، وبالرغم من كون المدينة ممكن أن تهيأ للسياحة إلا أن هذه الناحية مهملة إلى حد ما حتى الآن، بالرغم من كون المدينة تملك سواحل جميلة وتاريخا تفخر به الهند، كونها مسقط رأس أباها الروحي.
عدد سكان المدينة 133,083 نسمة منهم 68,261 من الذكور 64,822 من الإناث.

## المناخ
يظهر الجدول التالي التغييرات المناخية على مدار السنة لبوربندر:
| البيانات المناخية لـبوربندر                  | البيانات المناخية لـبوربندر | البيانات المناخية لـبوربندر | البيانات المناخية لـبوربندر | البيانات المناخية لـبوربندر | البيانات المناخية لـبوربندر | البيانات المناخية لـبوربندر | البيانات المناخية لـبوربندر | البيانات المناخية لـبوربندر | البيانات المناخية لـبوربندر | البيانات المناخية لـبوربندر | البيانات المناخية لـبوربندر | البيانات المناخية لـبوربندر | البيانات المناخية لـبوربندر |
| الشهر                                        | يناير                       | فبراير                      | مارس                        | أبريل                       | مايو                        | يونيو                       | يوليو                       | أغسطس                       | سبتمبر                      | أكتوبر                      | نوفمبر                      | ديسمبر                      | المعدل السنوي               |
| -------------------------------------------- | --------------------------- | --------------------------- | --------------------------- | --------------------------- | --------------------------- | --------------------------- | --------------------------- | --------------------------- | --------------------------- | --------------------------- | --------------------------- | --------------------------- | --------------------------- |
| الدرجة القصوى °م (°ف)                        | 37.0 (98.6)                 | 40.0 (104.0)                | 42.9 (109.2)                | 43.1 (109.6)                | 43.4 (110.1)                | 44.5 (112.1)                | 39.0 (102.2)                | 39.0 (102.2)                | 38.8 (101.8)                | 42.0 (107.6)                | 40.0 (104.0)                | 37.2 (99.0)                 | 44.5 (112.1)                |
| متوسط درجة الحرارة الكبرى °م (°ف)            | 26.6 (79.9)                 | 27.2 (81.0)                 | 29.7 (85.5)                 | 30.7 (87.3)                 | 31.5 (88.7)                 | 31.8 (89.2)                 | 30.0 (86.0)                 | 29.2 (84.6)                 | 29.5 (85.1)                 | 31.7 (89.1)                 | 31.4 (88.5)                 | 28.2 (82.8)                 | 29.8 (85.6)                 |
| المتوسط اليومي °م (°ف)                       | 20.6 (69.1)                 | 21.6 (70.9)                 | 24.8 (76.6)                 | 26.8 (80.2)                 | 28.9 (84.0)                 | 29.5 (85.1)                 | 28.3 (82.9)                 | 27.4 (81.3)                 | 27.1 (80.8)                 | 24.3 (75.7)                 | 25.5 (77.9)                 | 22.2 (72.0)                 | 25.6 (78.0)                 |
| متوسط درجة الحرارة الصغرى °م (°ف)            | 19.3 (66.7)                 | 16.1 (61.0)                 | 19.9 (67.8)                 | 22.9 (73.2)                 | 26.3 (79.3)                 | 27.3 (81.1)                 | 26.7 (80.1)                 | 25.7 (78.3)                 | 24.8 (76.6)                 | 23.0 (73.4)                 | 19.6 (67.3)                 | 19 (66)                     | 22.6 (72.6)                 |
| أدنى درجة حرارة °م (°ف)                      | 1.0 (33.8)                  | 2.0 (35.6)                  | 8.6 (47.5)                  | 13.0 (55.4)                 | 15.4 (59.7)                 | 6.0 (42.8)                  | 16.0 (60.8)                 | 12.0 (53.6)                 | 17.2 (63.0)                 | 16.0 (60.8)                 | 8.0 (46.4)                  | 7.0 (44.6)                  | 1.0 (33.8)                  |
| معدل هطول الأمطار مم (إنش)                   | 1 (0.0)                     | 1 (0.0)                     | 1 (0.0)                     | 0 (0)                       | 1 (0.0)                     | 106 (4.2)                   | 500 (19.7)                  | 151 (5.9)                   | 56 (2.2)                    | 14 (0.6)                    | 12 (0.5)                    | 1 (0.0)                     | 844 (33.1)                  |
| المصدر #1: Climate-Data.org (altitude: 629m) |                             |                             |                             |                             |                             |                             |                             |                             |                             |                             |                             |                             |                             |
| المصدر #2: Voodoo Skies (records)            |                             |                             |                             |                             |                             |                             |                             |                             |                             |                             |                             |                             |                             |

## أعلام
- نور محمد تشارلي
- ديليب جوشي
- كاستوربا غاندي
- مهاتما غاندي

## وصلات خارجية
- مقاطعة بوربندر